# Spraggtjärnen (Norra Ny socken, Värmland, 668217-136004)
Spraggtjärnen är en sjö i Torsby kommun i Värmland och ingår i Göta älvs huvudavrinningsområde.